# I Believe in Love
I Believe in Love är en sång inspelad av Carola Häggkvist från 2001 och finns på albumet My Show. Låten släpptes som singel i november 2001. På den svenska singellistan placerade den sig som högst på 13:e plats. Melodin låg även på Trackslistan.

## Listplaceringar
| Lista (2002) | Topplacering |
| ------------ | ------------ |
| Sverige      | 13           |